# In Plenty and In Time of Need
In Plenty and In Time of Need, est l'hymne national de la Barbade.
Il a été adopté en 1966 lorsque le pays est devenu indépendant. Les paroles sont de Irving Burgie et la musique a été composée par C. Van Roland Edwards.

## Paroles
| Paroles officielles (en) |
| --- |
| In plenty and in time of need When this fair land was young Our brave forefathers sowed the seed From which our pride was sprung A pride that makes no wanton boast Of what it has withstood That binds our hearts from coast to coast The pride of nationhood Refrain: We loyal sons and daughters all Do hereby make it known These fields and hills beyond recall Are now our very own We write our names on history's page With expectations great Strict guardians of our heritage Firm craftsmen of our fate The Lord has been the people's guide For past three hundred years. With Him still on the people's side We have no doubts or fears. Upward and onward we shall go, Inspired, exulting, free, And greater will our nation grow In strength and unity. Refrain |

## Traduction en français
| Traduction en français (fr) |
| --- |
| En abondance et en temps de besoin Quand cette terre juste était jeune Nos ancêtres courageux ont semé la graine D'où notre fierté a jailli Une fierté qui ne se vante pas De ce qu'il a résisté Cela lie nos cœurs d'un océan à l'autre La fierté de la nation. Refrain: Tous nos fils et nos filles loyaux Faites-le savoir, par la présente Ces champs et collines au-delà du rappel Sont maintenant notre propre Nous écrivons nos noms sur le livre de l'histoire Avec des attentes grandes Gardiens stricts de notre patrimoine Artisans fermes de notre destin Le Seigneur a été le guide du peuple Pour les trois cents derniers ans Avec lui toujours au côté du peuple Nous n'avons aucun doute ou peur. En haut et en avant, nous avançons, Inspiré, exultant, libre, Et plus grande notre nation grandira En force et unité. Refrain |